# František Sedláček
František Sedláček (* 10. Oktober 1943 in Prag; † 8. Dezember 2008 in Köln) war ein deutscher Architekt und Hochschullehrer.

## Leben
Der während des Zweiten Weltkrieges in Prag geborene František Sedláček besuchte nach der Volksschule ein neusprachliches Gymnasium in seiner Heimatstadt, das er 1961 mit dem Abitur abschloss. Eine Maurerlehre beendete er im Jahre 1962. Mit dem Wintersemester 1962/63 begann er ein Architekturstudium an der Fakultät für Architektur und Städtebau der CVUT in Prag. Nach der Ablegung des Diploms im Jahre 1968 emigrierte er als politischer Flüchtling nach England. Dort nahm er 1969 das postgraduale Studium „Environmental Design“ am Royal College of Art in London auf. Von 1969 bis 1974 war er außerdem als freier Mitarbeiter in namhaften Architekturbüros in Belgien, Italien, England, USA und Deutschland tätig. 1974 eröffnete er mit seiner Frau in München ein gemeinsames Architekturbüro. Zwischenzeitlich die deutsche Staatsangehörigkeit erworben, erhielt er 1986 den Ruf als Professor für Entwerfen und Gebäudelehre an die Fakultät für Architektur der Fachhochschule Köln. 1988 gründete er sein eigenes Büro in Köln. 1991 erfolgte der Aufbau eines Zweitbüros in Prag. 2004 beendete er seine Lehrtätigkeit.

## Bauten (Auswahl)
- 1979: Sportschule, München (mit H. Sedlacek, H. Kochta)
- 1983: Elisenhof, München (mit H. Sedlacek, H. Kochta, B. Obersteinef)[3]
- 1986: Krankenpflegeschule Dachau (mit H. Sedlacek, F. Schuster, G. Pechtold)[4]
- 1989: Institute PEI + WA-BO-LU, Langen (mit H. Sedlacek, H.D. Giesen, H. Renker)
- 1993:  Pfarrkirche Christi Auferstehung (Köln) (mit K. Pässler, M. Sundermann)
- 1996: „Zum Goldenen Schiff“, Prag (mit Atelier 91)
- 1997: Erweiterung der Agrippina-Versicherung, Berlin (mit Prof. U. Findeisen/Köln)
- 1999: Umbau der Tschechischen Botschaft, Lissabon (mit Atelier 91)

## Ausstellungen (Auswahl)
- 1968: Design 2000, I.C.S.ID. Brüssel
- 1990: Hochhäuser für Köln, IHK Köln
- 1992: Red Hill Residentional Area, Rathaus Prag
- 1995: Czech Architecture 1945–1995, Galerie Fragner, Prag
- 2000: Action Word Movement Space, City Gallery, Prag
- 2001: Plan 01, Köln

## Veröffentlichungen
- Seit 1996 Herausgeber des Jahrbuches AWA (Award Winning Architecture)